# Pihoțke, Ovruci
Pihoțke (în ucraineană Піхоцьке) este un sat în comuna Rudnea din raionul Ovruci, regiunea Jîtomîr, Ucraina.

## Demografie
Componența lingvistică a localității Pihoțke
     Ucraineană (100%)
Conform recensământului din 2001, toată populația localității Pihoțke era vorbitoare de ucraineană (100%).